# Słupica (rolnictwo)

Korpus płużny lemieszowy pługa konnego: 1 – słupica, 4 – krój nożowy, 5 – dłuto, 6 – lemiesz, 7 – odkładnica

Słupica – część składowa korpusu płużnego łącząca go z grządzielem lub ramą.
Słupica składa się z trzech części: dolnej (obsady), środkowej (trzona) oraz górnej (głowicy). Do dolnej części słupicy (obsady) przymocowane są lemiesz i odkładnica, tworzące ciągłą powierzchnię roboczą, oraz płóz, zaś górna część słupicy (głowica) służy do przymocowania korpusu do grzędziela lub ramy pługa. Słupica może być jednolita lub dzielona. Rodzaje słupicy ze względu na sposób wykonania to: tłoczona z blachy, odlewana staliwna, skręcana, spawana.